# Walter John Montagu-Douglas-Scott
Pour les articles homonymes, voir Walter Montagu-Douglas-Scott, Walter Scott (homonymie) et Scott.
Walter John Montagu-Douglas-Scott, 8e duc de Buccleuch et 10e duc de Queensberry (30 décembre 1894 – 4 octobre 1973) est un homme politique, Militaire et pair britannique.

## Biographie
Il est le fils de John Charles Montagu-Douglas-Scott, 7e duc de Buccleuch.
Montagu-Douglas-Scott étudie à Eton et à Christ Church, à Oxford et mène une carrière militaire à la tête du 4e KOSBs. Il est aussi capitaine-général de la Royal Company of Archers de 1961 à 1973.
Comme comte de Dalkeith, Scott est représentant du Roxburghshire et du Selkirkshire au Parlement comme membre du Parti unioniste écossais de 1923 à 1935, quand il succède à son père comme duc de Buccleuch et duc de Queensberry. Il est remplacé comme membre du Parlement, par le collège électoral, par son frère, Lord William Scott. Il aurait rencontré l'ambassadeur allemand Joachim von Ribbentrop à Londres.
Il se marie avec Vreda Esther Mary Lascelles, petite-fille de William Beauclerk, 10e duc de St Albans, le 21 avril 1921. Ils ont eu trois enfants :
- Elizabeth Diana Montagu-Douglas-Scott (20 janvier 1922 - 19 septembre 2012), mariée à Hugh Percy, 10e duc de Northumberland ;
- Walter Francis John Scott (28 septembre 1923 - 4 septembre 2007), 9e duc de Buccleuch ;
- Caroline Margaret Montagu-Douglas-Scott (7 novembre 1927 - 17 octobre 2004), mariée à Ian Gilmour, 3e baronnet.